# Ceiba crispiflora
Ceiba crispiflora là một loài thực vật có hoa trong họ Cẩm quỳ. Loài này được (Kunth) Ravenna mô tả khoa học đầu tiên năm 1998.